# Nissan Rogue
Nissan Rogue — компактный кроссовер компании Nissan для североамериканского рынка, дебютировавший в январе 2007 года. Первое поколение модели являлось североамериканским аналогом модели Qashqai, дебютировавшей несколькими месяцами до Rogue на Парижском автосалоне в 2006 году. Второе поколение уже является аналогом Nissan X-Trail третьего поколения. В 2017 году Nissan USA выпустила модель Rogue Sport, которая является перелицованным Nissan Qashqai второго поколения.

## Первое поколение
Премьера этого компактного кроссовера прошла в январе 2007 года на автосалоне в Детройте. Производство стартовало в октябре 2007 года.

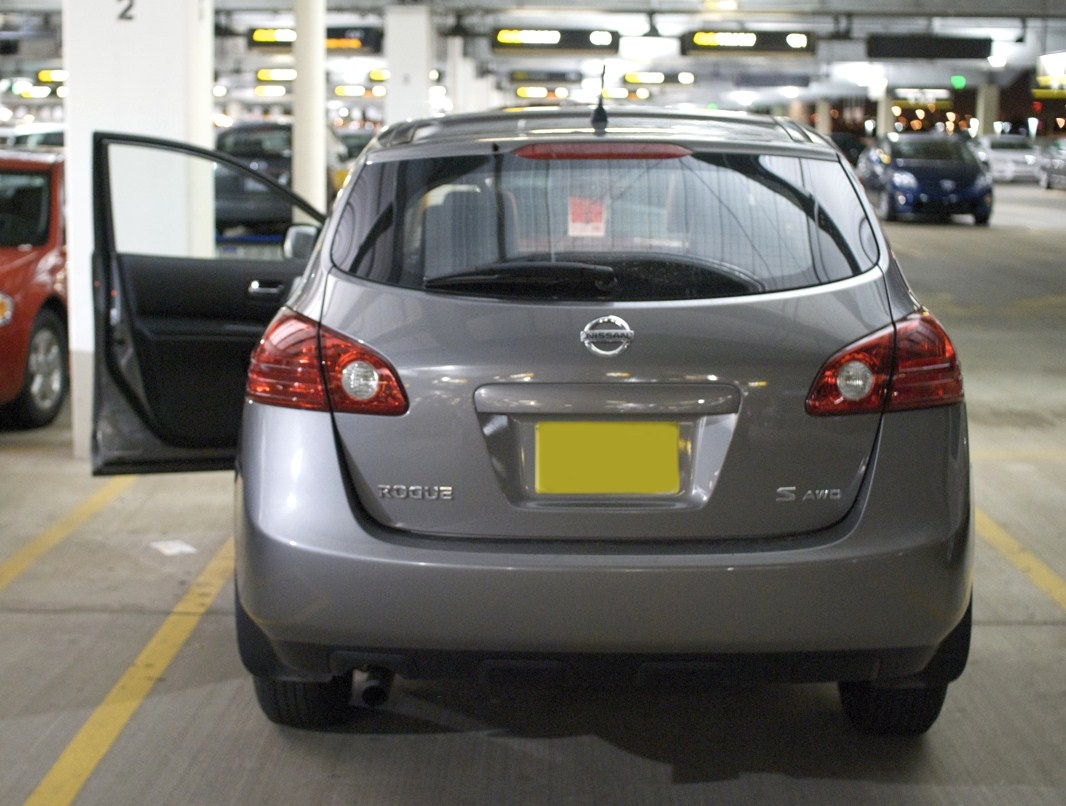
Вид сзади

Rogue первого поколения производился в трёх комплектациях: S, SV (с 2011 года) и SL. S является базовой модификацией, у которой есть система ABC; кондиционер; круиз контроль; электро-стеклоподъёмники; замки и зеркала; автозапуск и AM/FM/CD стерео с 4 динамиками и вспомогательным гнездом. SL является улучшенной модификацией Rogue. С 2013 по 2015 год Rogue первого поколения продолжал производиться под названием Nissan Rogue Select.

### «Krom» Edition

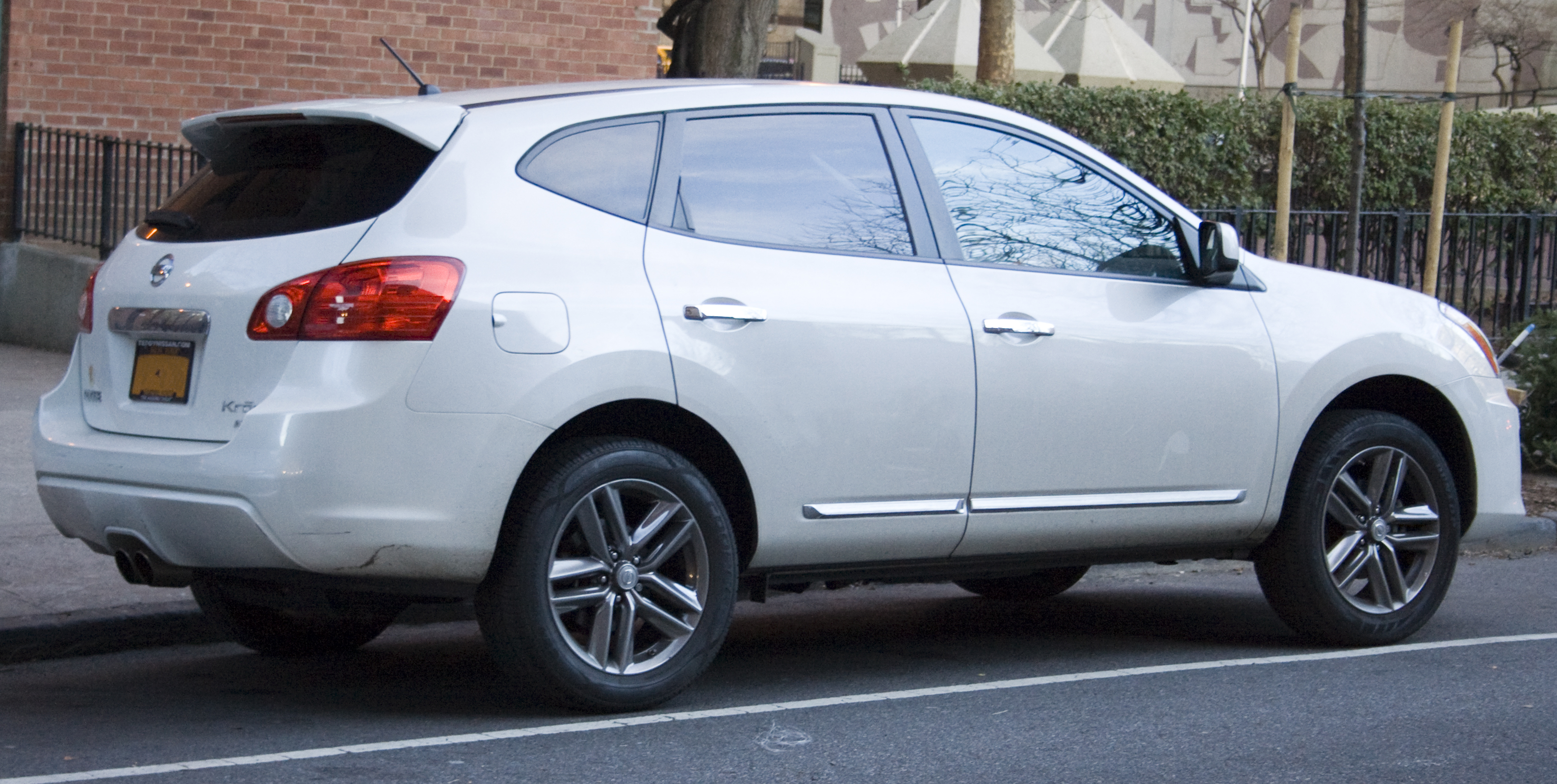
Rogue Krom Edition

В 2009 году Nissan представил спортивную версию Rogue под названием «Krom» Edition. Серия являлась ограниченной.
Отличия:
- У него более агрессивный спортивный вид
- 17-дюймовые литые диски
- новая решётка радиатора
- особая выхлопная система с расположенным посередине глушителем.

Кроме Rogue в версии Krom также выпускался Nissan Cube.

### Обновление 2011 года
Изменение 2011 года коснулось:
- цветовой гаммы
- бампера
- решётки радиатора
- колёсных 17 дюймовых дисков
- кожаных сидений
- сенсорного экрана
- комплектаций (появилась комплектация SV)[2]

### Обновление 2012 года
Изменение 2012 года включает:

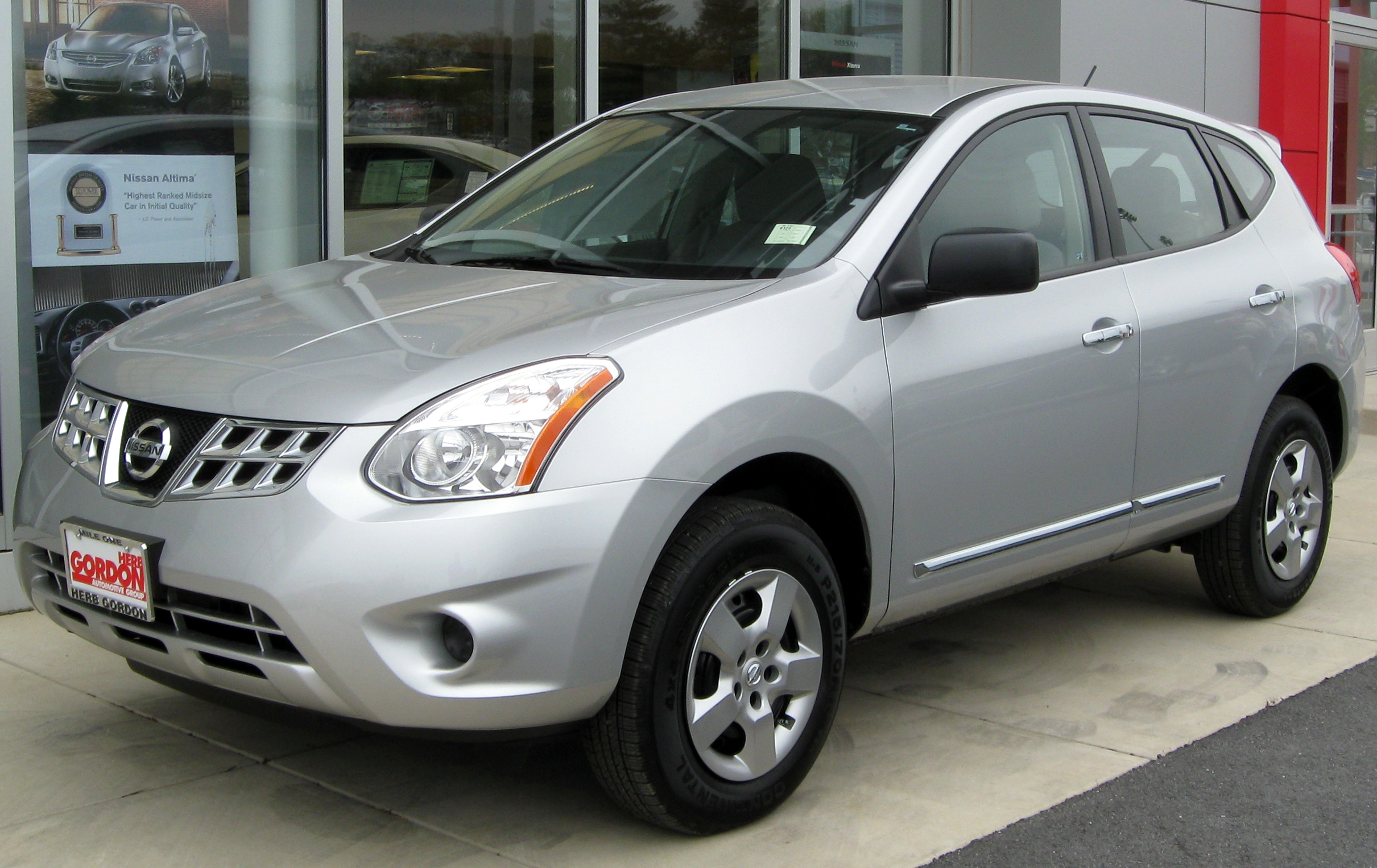
Rogue после 2011 года

- новый дизайн колёс алюминиевого сплава
- новый синий цвет кузова
- Special Edition (эта версия заменяет Krom Edition), автомобиль этой ограниченной серии имел 16-дюймовые легкосплавные диски, премиум аудио систему, спутниковое радио, тонированные стекла, камеру заднего вида, а также противотуманные фары.[3][4]

### Безопасность
Автомобиль прошёл тест NHTSA в 2010 году:
| Тип краш-теста              | Звёзды |
| --------------------------- | ------ |
| Фронтальный удар (водитель) | 5 из 5 |
| Фронтальный удар (пассажир) | 4 из 5 |
| Боковой удар                | 5 из 5 |
| Опрокидывание               | 4 из 5 |

## Второе поколение

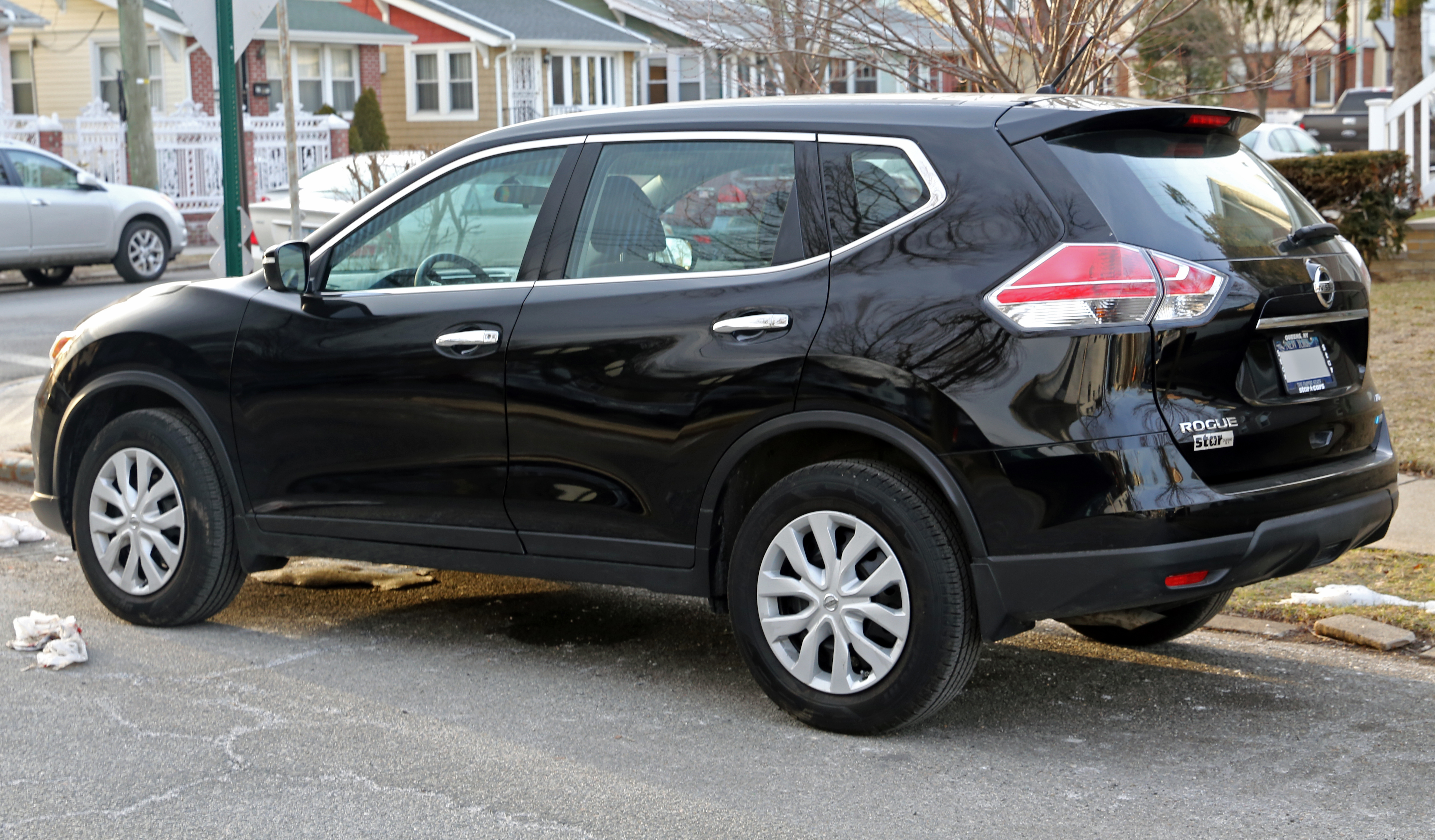
Вид сзади

Второе поколение было представлено в 2013 году, а производство началось в 2014 году. Кроссовер Nissan Rogue второго поколения, предназначенный для рынков США и Канады, является практически полной копией модели Nissan X-Trail.
В 2017 году на автосалоне в Детройте был показан Nissan Rogue Sport, который является перелицованным Nissan Qashqai второго поколения. В салоне автомобиля обновлены сиденья, трёхспицевый руль в стиле спорткара Nissan GT-R и селектор вариатора с чехлом вместо голого паза.

## Третье поколение

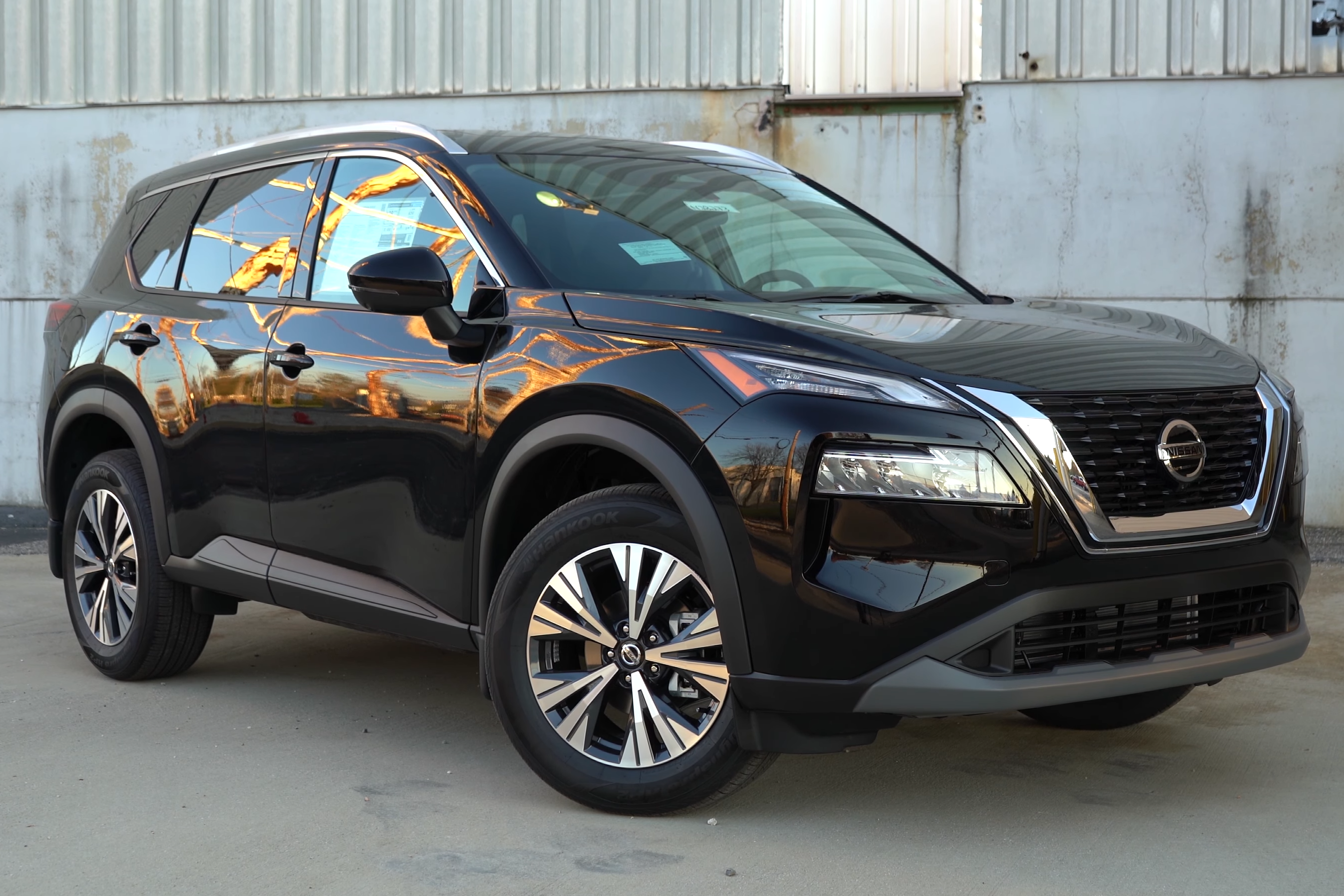
Модель третьего поколения

Модель третьего поколения была представлена в июне 2020 года. Как и в случае с предыдущим поколением, Rogue является клоном модели X-Trail. Кроссовер стал меньше: длина уменьшена с 4686 до 4648 мм, а высота — с 1727 до 1699 мм. Ширина (1839 мм) и колесная база (2705 мм) не изменились. Модель построена на новой модульной платформе CMF-C/D. Автомобиль получил некоторые улучшения в плане аэродинамики, однако коэффициент аэродинамического сопротивления возрос с 0,327 до 0,331. Салон также сильно изменился. Коробка передач управляется джойстиком, а центральный тоннель теперь имеет вместительный отсек для вещей. В базовой комплектации панель приборов представляет собой аналоговые шкалы и семидюймовый экран, но за доплату можно приобрести цифровую панель на экране диагональю 12,3 дюйма. Ещё одна доступная опция — проекционный 10,8-дюймовый дисплей. На центральной консоли расположен 9-дюймовый экран, а сама система оснащена Apple CarPlay.